# (10334) Gibbon
(10334) Gibbon est un astéroïde de la ceinture principale.

## Description
(10334) Gibbon est un astéroïde de la ceinture principale. Il fut découvert le 3 août 1991 à La Silla par Eric Walter Elst. Il présente une orbite caractérisée par un demi-grand axe de 2,88 UA, une excentricité de 0,07 et une inclinaison de 1,0° par rapport à l'écliptique.

## Compléments